# Tears in Heaven
Tears in Heaven – ballada napisana przez Erica Claptona. Piosenka opowiada o bólu, który czuł Clapton, kiedy w 1991 roku w Nowym Jorku jego czteroletni syn Conor wypadł z okna apartamentu na 53. piętrze, należącego do znajomej matki Conora. W piosence Clapton oprócz wyrażenia bólu, przemawia także do syna.
Współtwórcą utworu był Will Jennings, a piosenka początkowo znalazła się na płycie ze ścieżką dźwiękową do filmu Rush (1991) i zdobyła trzy Nagrody Grammy w kategoriach: najlepsza piosenka roku, najlepsze nagranie roku i najlepsze męskie wykonanie piosenki pop w 1993 roku. Znalazła się także na albumie, który zdobył Nagrodę Grammy – Unplugged. Utwór znajduje się na 353. miejscu w rankingu największych przebojów amerykańskiego czasopisma „Rolling Stone”.
Specyficzną, bardzo rozpoznawalną cechą utworu są zagrywki pomiędzy zwrotkami oraz niektórymi frazami zwrotek, grane na bezprogowej gitarze basowej.

## Inne wykonania
- Joshua Redman w wersji jazzowej na albumie Wish (1993)
- Paul Anka na albumie Swings
- grupa Gregorian jako chorał gregoriański
- Stanisław Sojka i Wojciech Karolak na albumie Tribute to Eric Clapton
- Star Guard Muffin na albumie Szanuj
- Kamil Bednarek w półfinale trzeciej edycji programu Mam talent!
- Marcin Przybylski w drugiej edycji programu Twoja twarz brzmi znajomo
- Maciej Grenda w szóstej edycji programu The Voice of Poland